# Cagayancillo
Cagayancillo es una municipalidad de la provincia de Palawan, en Filipinas. De acuerdo con el censo del 2000, tiene una población de 6,349 habitantes en 947 hogares.

## Geografía
El archipiélago de Cagayancillo es un grupo de arrecifes coralinos formado por 31 islas e islotes. Se encuentra situado entre las islas de Paragua y Negros en el Mar de Joló.
Cagayancillo es el asentamiento más cercano al Parque marino del Arrecife de Tubbataha (Tubbataha National Marine Park)  declarado Patrimonio de la Humanidad por la Unesco en el año 1993 siendo ampliada dicha calificación en junio de 2009.
A mediados del siglo XIX los frailes agustinos describián a sus feligreses como fornidos y robustos, con notables semejanzas en muchos al tipo moro-borneano, perteneciendo los más á la raza malayo-filipina. Excelentes buzos, pacíficos, y de buenas costumbres, desconociéndose entre ellos la afición al juego.

## Barrios
El municipio de Cagayancillo se divide, a los efectos administrativos, en 12 barangayes o barrios, conforme a la siguiente relación:
| - Bantayán - Calsada - Convento | - Lipot de Arriba (Norte) - Lipot de Abajo (Sur) - Cagayancillo (Magsaysay) | - Mampio - Nusa - Santa Cruz | - Tacas - Talaga - Wahig |

## Historia
La historia de estas islas comienza con su conversión al cristianismo en el primer tercio del siglo XVII,  época en la que este pueblo comenzó á sentir el benéfico y civilizador influjo de la Cruz, al cobijarse bajo los triunfantes pendones de Castilla, tal como el 20 de junio de 1704 señalaba Sebastián de Foronda, Provincial de los  Padres Agustinos Calzados.
Faltos estos abiertos mares de  defensa, las correrías de la morisma pirática del Sur devastaban las islas Visayas.
La falta de seguridad personal retrasaba el establecimiento de misiones en el Sur y centro de la isla de Paragua y Balabac,  guaridas antes de piratas cuyas continuas correrías asolaban Cagayancillo convertido en su centro de operaciones para atacar otras islas de mayor importancia como eran  Panay, Negros, Romblón, etc..

"...De modo que aquí, lo admirable sobremanera es el valor de los Misioneros que, arrostrando todo peligro, prosiguieron con éxito la predicación de la santa fe en este pueblo marítimo, en el foco mismo de la morisma, en épocas calamitosas para las islas Visayas, en que los moros de Joló, Balabac y Paragua se paseaban como dueños absolutos de estos mares, llevando con descaro insultante sus correrías de pillaje hasta las puertas mismas de Manila. ¡Contraste singular! mientras el moro joloano, anhelando esterminio, emprendía, con arrojo y furor, prolongado viaje á la capital, hasta agitar al vigoroso impulso del ligero remo las reposadas aguas de la gran  bahía, poniendo en conmoción con su presencia inesperada  los baluartes de Manila; aquí, á dos pasos de sus inmundas madrigueras, existía ya un pueblo de cristianos que logró hacerse respetar de aquéllos fanáticos. ..."
La Ciudad de Dios Madrid, 1893, VOLUMEN XXXII  MICRO-ARCHIPIÉLAGO DE CAGAYAXCILLO 29

Los misioneros, conscientes de la urgente necesidad de poner á salvo a esta población proyectraon un espacioso y fuerte baluarte-castillo, construido en  sólida mampostería,  para asilo y defensa á los isleños.
Fueron sus artífices los  Padres agustinos Hipólito Casiano y Alfonso Calosa, finalizándose los trabajos en 1580  bajo la inspección de Nicolas de Melo, OSA.
Continúa los trabajos su sucesor fray Alonso Calosa, párroco entre los años 1590 y 1602.

"...No se durmieron sobre los laureles los primeros Misioneros de esta isla, pues no pasó desapercibido para ellos el
inminente y doble peligro que corría este pueblo, rodeado por todas partes de sanguinarios y crueles piratas, cuyos feroces instintos se enardecían más y más ante el nombre cristiano; y pensaron luego en la urgente necesidad de poner á salvo los intereses encomendados á su paternal vigilancia. Con fin tan humanitario y santo, y á costa de grandes sacrificios (despreciados hoy por los ingratos), levantóse espacioso y fuerte baluarte-castillo, de sólida mampostería, que sirviese de asilo y defensa á los isleños en momentos de invasión pirática en la isla, lo cual, dada la bella posición de estas isletas, con frecuencia sucedía. Dicho baluarte de  adustas y severas formas y de robustos muros, se comenzó á levantar bajo la dirección de los Padres Hipólito Casiano y Alfonso Calosa, y más tarde se terminó bajo la inspección  del P. Nicolás Meló, tres de los primeros Misioneros Agustinos que trabajaron en la conversión de este pueblo al cristianismo. Tiene dicho fuerte ciento sesenta y dos metros de perímetro, alcanzando doce de elevación sus ciclópeos muros, con tres de espesor en la base. ..."
La Ciudad de Dios Madrid, 1893, VOLUMEN XXXII  28 MICRO-ARCHIPIÉLAGO DE CAGAYANCILLO

Incapaz de proporcionar mano de obra, Cagayancillo fue puesto bajo clero secular 1602-1626.
Devuelto a los agustinos pasa a ser visita en Antique, Bugasong, Dao y finalmente Ani-Niy en la isla de Panay.
Fray Hipólito Casiano (párroco 1690-1714) concluye las obras de la fortaleza.
Pedro Galende, OSA recuerda como la construcción de la fortaleza "tomó casi 130 años", describiéndo su forma de diamente con diez bocas para cañones. Tenía una superficie de 162 metros cuadrados, con sus muros de 3 metros de espesor y 12 de altura desde su base.
No pudo este pueblo lograr la tan deseada paz y sosiego hasta que el Gobierno español estableció el servicio constante de cañoneros costeros en estos mares, mejorado la situación de esta isla. Entonces comenzó la construcción de un buen número de viviendas de tabla trabajada situadas en calles despejadas con trazado y anchura adecuados, alternando la huertecilla con la vivienda.  Los nuevos y sólidos edificios públicos sustituyeron a aquellos provisionales en su día devastados por el moro.

## La fortaleza
El fuerte, asentado sobre inquebrantable y gigantesco pedestal de granito,  tenía un perímetro de 172 metros, alcanzando 12 metros de elevación sus ciclópeos muros, con 3 metros de espesor en la base. Contana con 10 enormes bocas de fuego artilladas que coronan las alturas y también con sendos baluartes, uno al Norte y al Sur otro, dominando las entradas por mar en el pueblo. Completaba la instalación militar los edificios municipales y una amplia cisterna.
La Capitanía General de Filipinas facilitó algún armamento como fue un cañón de hierro de 14 centímetros y buen repuesto de municiones; más ade-
lante dos cañones de bronce de á 8 centímetros, dos de á 5 centímetros, y lantacas en gran número, adquiriendo el Municipio por su cuenta
dos cañones de bronce de á 5, y más lantacas.
Los isleños no pudieron conseguir destacamento alguno, á pesar del mayor peligro que corría, por hallarse más cerca que otro alguno del foco mismo de la piratería. Ni siquiera se les otorgó el auxilio de deportados.
El pueblo cagayano por su heroísmo quedó exento de prestar servicios personales y también del servicio de quintas.

"...cuando llegaba el caso, luchaban denodadamente, unos desde lo alto de los muros, hostigando con certeros fuegos á los moros, entretenidos en su obra de pillaje; otros, capitaneados con ardor de sangre castellana por el P. Misionero, al grito de ¡muera el pirata! ¡guerra al moro! salíanle al encuentro, bajo débil protección de grotescas rodelas de madera, que con justo y noble orgullo hasta hoy conservan, y trababan sangrienta lucha
en defensa de los sagrados lares, traidoramente profanados. Huía el moro aleccionado, en espera de oportunidad más favorable.

El fuerte se encuentra en el barrio de Wahig.